# Fuero de Castrojeriz

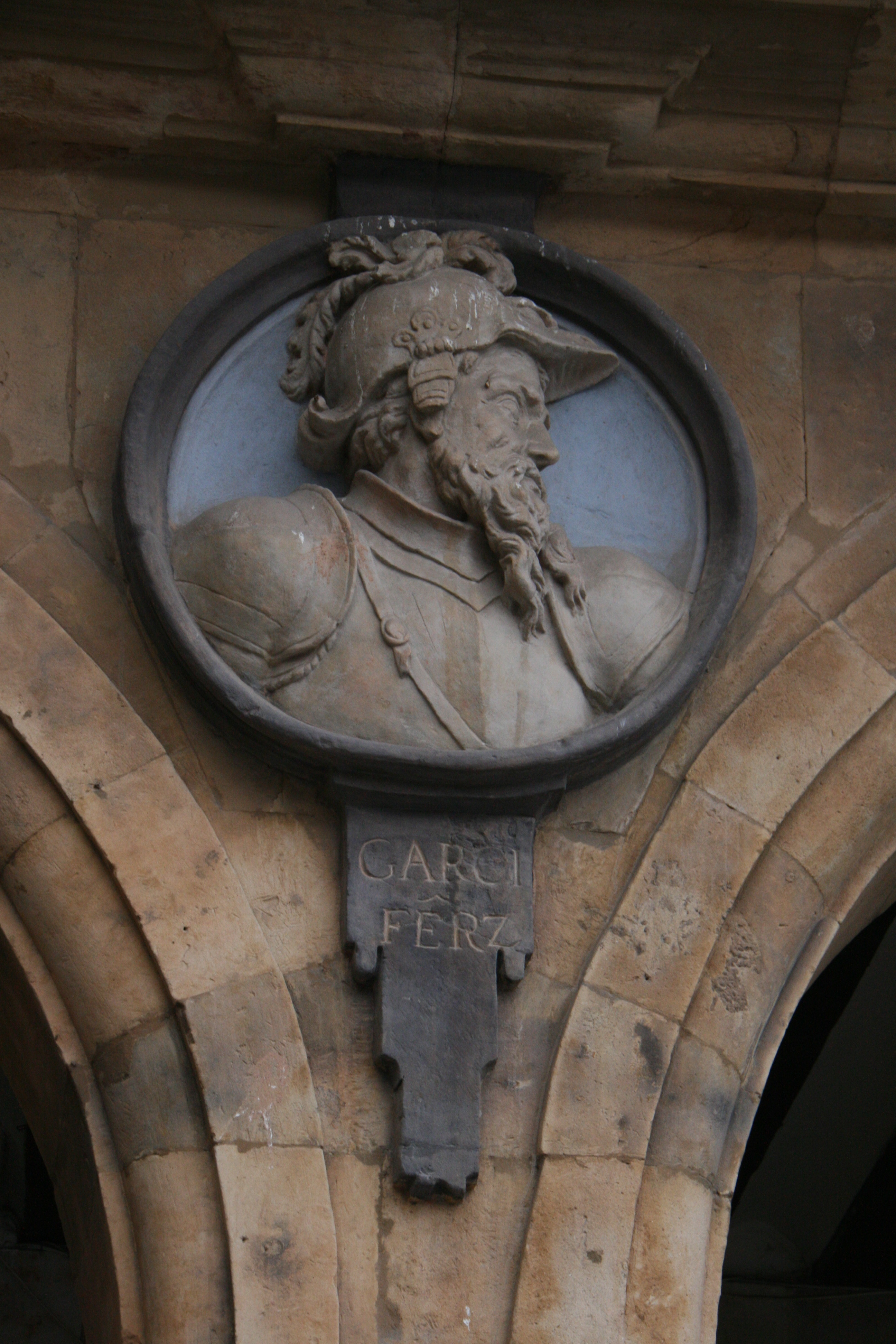
Medallón del conde García Fernández.

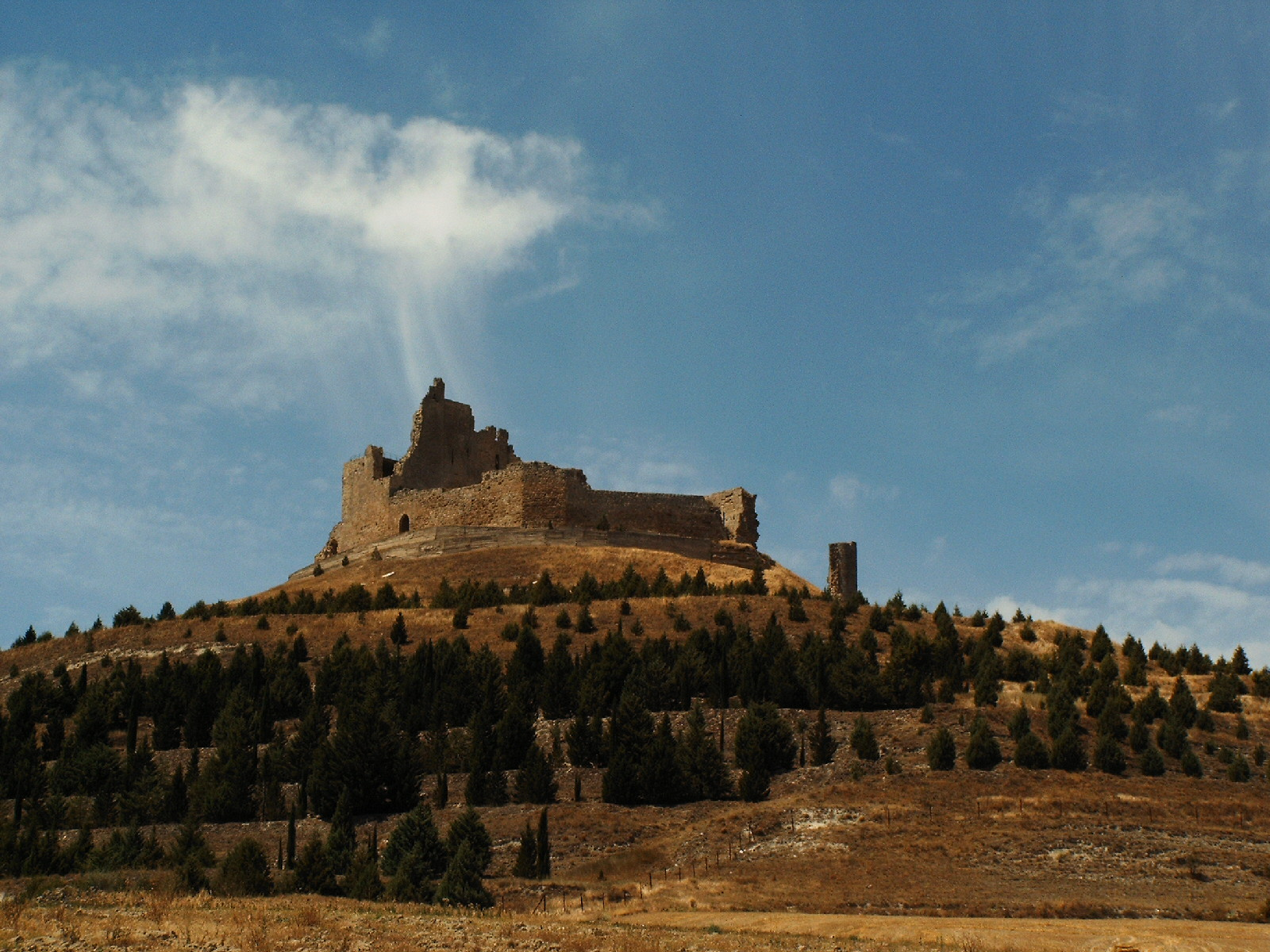
Castillo de Castrojeriz.

El Fuero de Castrojeriz es un fuero medieval de España que recoge el conjunto de derechos y privilegios otorgado en el año 974 por García Fernández conde de Castilla a la villa de Castrojeriz  (hoy provincia de Burgos, comunidad autónoma de Castilla y León). Este fuero es reconocido como entre los primeros otorgados en el condado de Castilla.

## Contexto
El conde para hacer frente al peligro musulmán en sus fronteras, amplió la base social del condado promulgando las ordenanzas sobre los caballeros villanos de Castrojeriz, equiparando a los caballeros villanos con los infanzones: aquellos campesinos que dispusieran de un caballo para la guerra serían equiparados automáticamente con los nobles de segunda clase.

(...) .Es el primer documento en que se iguala a los caballeros villanos con los infanzones, el primer indicio de su existencia, aunque la institución puede considerarse anterior. Los condes necesitaban apoyarse para defender la tierra frente al moro, para consolidar su nueva situación ante el rey y para compensar la hostilidad de los ricoshombres de linaje, que no habían visto con buenos ojos su encumbramiento, en una nueva clase privilegiada surgida  de las entrañas del terruño. Su aparición debió ser lenta. Tal vez de un servicio extraordinario o de un acto de heroísmo. En Castrojeriz vemos ya la institución en pleno desarrollo, y hay que admitir que se encontraría implantada en todas las villas condales (...)
Historia de España,  Ramón Menéndez Pidal 

## Texto

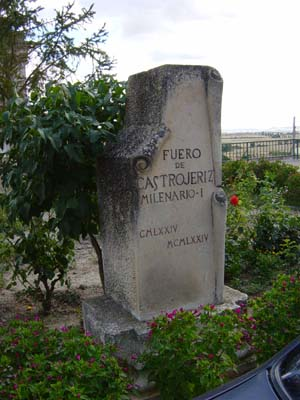
Monumento al Fuero de Castrojeriz.

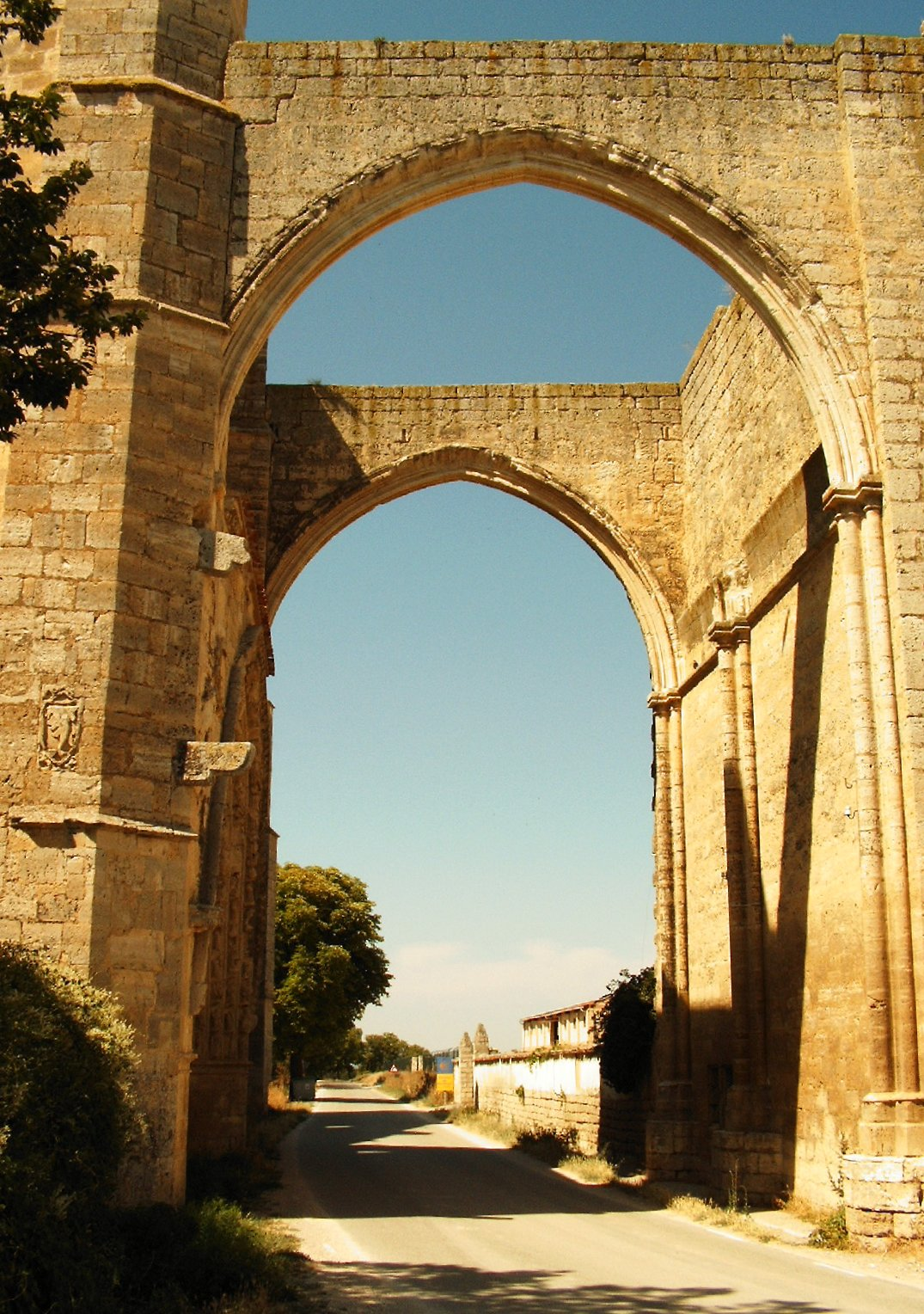
Arcos en las ruinas del convento de San Antón.

Extractos del Fuero firmado en el municipio de Castrojeriz 974-III-8:

En el nombre de la santa e indivisa Trinidad, esto es, Padre, e Hijo y Espíritu Santo, un solo señor omnipresente, creador de todas las criaturas del que proceden todas las cosas, en el que están todos, por el cual han sido hechos todos. A El la gloria y el imperio por los siglos de los siglos. Amén.

Yo García Fernández. Conde por la gracia de Dios, y Emperador de Castilla, a una con mi esposa Ava, Condesa, para remedio de mi alma, de las almas de mis padres y de todos los fieles difuntos, dicto esta escritura de libertad e ingenuidad para vosotros, mis fidelísimos varones de Castrojeriz, que es del tenor siguiente:

Damos buenos fueros a aquellos que fueron caballeros y los elevamos a infanzones (hijosdalgo de potestad y señorío limitados, eran la nobleza menor, aunque sin privilegios nobilarios), anteponiéndoles a los infanzones que sean de fuera de Castrojeriz y les autorizamos a poblar sus heredades con forasteros y hombres libres y respétenlos estos como infanzones, pudiendo ser desheredados los colonos si resultan traidores.

Y gozarán los caballeros de Castrojeriz el mismo fuero en sus heredades que en sus casas de la villa, si alguien matase a un caballero de Castrojeriz peche 500 sueldos (moneda antigua de Castilla) y espúrguese del homicidio con doce testigos y no paguen (los de Castrojeriz) ni abunda ni mañería.

El caballero de Castrojeriz que no tenga prestimonio (préstamo) que no acuda al fonsado, si el merino no le asigna soldana y tengan (los caballeros) señor que les señale un beneficio.
Y si ocurre un homicidio en Castrojeriz, causado por caballero, pague el culpable 100 sueldos, tantos por un caballero como por uno de a pie (peón).

Y los clérigos tengan el mismo fuero que los caballeros.

Y a los peones concedemos fuero y los anteponemos a los caballeros villanos de fuera de Castrojeriz y otorgamos que no se les pueda imponer ninguna serna ni vereda, excepto un solo día en el barbecho y otro en el sembrado, otro en podar y en acarrear cada uno un carro de mies.

Y a los vecinos de Castrojeriz no paguen portazgo (derechos que se pagan por pasar por algún sitio), ni montazgo (tributo pagado por pasar ganado por un monte) en nuestros dominios y no se les exija mañería (antiguo derecho que tenían los señores de heredar los bienes de quienes morían sin sucesión legítima), fonsadera (ejercicio de hueste o tropa), ni ninguna vereda.

Si el Conde llamare a fonsado, de cada tres peones vaya uno y de los otros dos uno preste su asno, quedando libres los dos.

Y si los vecinos de Castrojeriz matasen a un judío pechen como por un cristiano y las afrentas se compensarán como entre hombres de las villas.

Se hizo esta carta el señalado día octavo de los idus de marzo, en la Era mil doce (8 de marzo de 974), imperando en Castilla el Conde García y Ava, la Condesa, su mujer. La oímos con nuestros oídos y la firmamos con nuestras manos juntamente con otros testigos. Sancho nuestro hijo, testigo. Pelayo, obispo, testigo. Urraca, nuestra hija, testigo. Diego, testigo. Anaya Sonaz, testigo.

Y ninguno de los gobernantes, hijos o nietos nuestros, se atreva a romper este pacto, sino que la escritura permanezca firme. Y si alguno quisiere romper o violar esta escritura sea separado de Dios y vaya al infierno más hondo con Datán y con Judas, el traidor que entregó a Cristo Redentor. Y decimos y confirmamos, yo el Conde García y Ava la Condesa, que si entre nosotros y los de Castrojeriz hubiese alguna caloña (querella), la compondremos entre nosotros y ellos. Y si algún hombre dijese algún falso testimonio y le fuese probado sea castigado con el concejo de Castrojeriz y cuando hubiese investigación júzguese por el propio fuero.
Fuero de Castrojériz (traducido por fray Valentín de la Cruz, O.C.D.)